# مکینلی هایتس (اوهایو)
مکینلی هایتس (به انگلیسی: McKinley Heights) یک منطقهٔ مسکونی در ایالات متحده آمریکا است که در اوهایو واقع شده‌است. مکینلی هایتس ۱٬۰۶۰ نفر جمعیت دارد و ۳۰۲٫۰۶ متر بالاتر از سطح دریا واقع شده‌است.